# Arroyo Alfa
El arroyo Alfa es un curso natural de agua que nace en el lado chileno de la isla Grande de Tierra del Fuego, fluye hacia el este y cruza la frontera hacia el lado argentino para desembocar unos 5 km al sur del cabo del Espíritu Santo.

## Historia
Luis Risopatrón lo describe en su Diccionario Jeográfico de Chile en las siguientes palabras:: 18 
Alfa (Arroyo). De buena agua, con abundante pasto en sus riberas, corre hacia el E en la parte NE de la isla Grande de Tierra del Fuego; es cruzado por la línea de límites con la Argentina.